# Hisstjärnen
Hisstjärnen är en sjö i Leksands kommun i Dalarna och ingår i Dalälvens huvudavrinningsområde. Sjön har en area på 0,139 kvadratkilometer och ligger 164,2 meter över havet. Sjön avvattnas av vattendraget Djurån (Skebergsån).

## Delavrinningsområde
Hisstjärnen ingår i det delavrinningsområde (672125-145398) som SMHI kallar för Utloppet av Hisstjärnen. Medelhöjden är 175 meter över havet och ytan är 0,82 kvadratkilometer. Räknas de 5 avrinningsområdena uppströms in blir den ackumulerade arean 64,43 kvadratkilometer. Djurån (Skebergsån) som avvattnar avrinningsområdet har biflödesordning 2, vilket innebär att vattnet flödar genom totalt 2 vattendrag innan det når havet efter 251 kilometer. Avrinningsområdet består mestadels av skog (58 procent) och öppen mark (17 procent). Avrinningsområdet har 0,14 kvadratkilometer vattenytor vilket ger det en sjöprocent på 17,1 procent.